# リチャード・ハーグ
リチャード・ハーグ（Richard Haag、1923年10月23日 - 2018年5月9日）は、アメリカのランドスケープアーキテクト。ワシントン大学ランドスケープ学科創設者。また、二度造園家アメリカ学会ASLA賞設計部門賞を受賞した唯一の人物である。ケンタッキー州出身。

## 経歴
イリノイ大学ランドスケープ学科をへて、カリフォルニア大学バークレー校とハーバード大学デザイン大学院でランドスケープアーキテクチュアの修士課程教育を受けた。1950年からはブローデル・リザーブの鏡池の庭をトーマス・チャーチらと手がけていく。また1952年から1954年の2年間、日本に住み、日本中を旅行して日本庭園を研究している。
大学院修了後、ダン・カイリー、セオドア・オズモンドソン＆アソシエイツ、ローレンス・ハルプリン事務所を経て独立し、シアトルに移り、ベインブリッジ島、ワシントン州で庭園を幾つか手がける。1963年にワシントン大学でランドスケープアーキテクチュア学科を設立。
代表作ガスワークパークのプロジェクトは、工場が美的価値を持つことができることを認識させる最初のプロジェクトの一つであった作品。
そのマスタープラン（1971年4月）は、カスプラントの価値を市民に納得させるよう強烈なアピールをした後、産業保全公園というプランで、全会一致で公園理事会によって承認をうける。その後の活用をみると、保全と適応という構造、敷地の豊かな歴史という結果は、シアトルでの重要な側面の再利用を通して、明らかにされたようでもある。施設保全であっても実際、建物、生産構造、機械、根拠自体をリサイクルを中心としたバイオ植物修復技術によって、土壌と水は洗浄し、緑化がなされている。
2018年5月9日に死去。